# 18-я отдельная бригада армейской авиации (Украина)
18-я отдельная бригада армейской авиации имени Игоря Сикорского (укр. 18-та окрема бригада армійської авіації імені Ігоря Сікорського, сокр. 18 ОБрАА, в/ч А3384) — бригада армейской авиации Украины, базирующаяся на аэродроме Полтава. Подчиняется непосредственно командованию Сухопутных войск.

## История

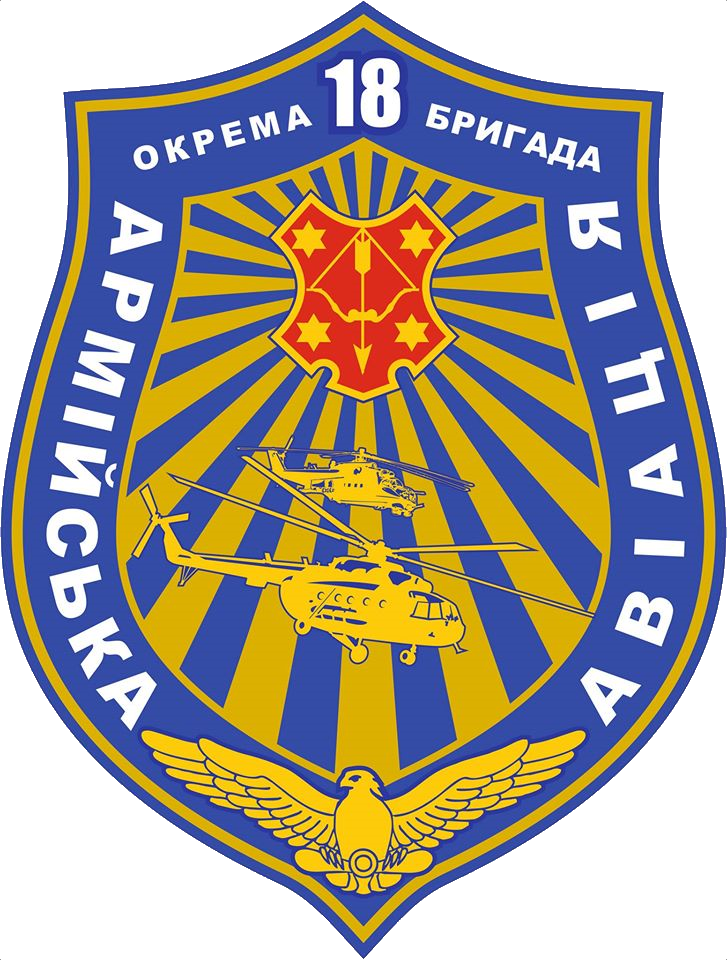
Бывшая нарукавная эмблема подразделения

18-ю отдельную бригаду армейской авиации учредили в феврале 2015 года. На самом же деле днём рождения части считают 1 октября, когда в распоряжении бригады появился первый вертолёт Ми-8МСБ-В.
Часть была сформирована на базе 215-й авиационной комендатуры (в/ч А2673) Воздушных сил Украины, являвшейся запасным аэродромом для истребителей 831-й Миргородской бригады.
26 марта 2017 года неподалёку от Краматорска разбился вертолет Ми-2 из состава бригады. На его борту находились трое членов экипажа и двое пассажиров.
20 марта 2019 года на военном аэродроме в городе Староконстантинов бригада получила новый вертолёт Ми-2МСБ.
5 декабря 2020 года бригаде «в целях восстановления исторических традиций национального войска по названиям воинских частей, учитывая примерное выполнение возложенных задач, высокие показатели в боевой подготовке» было присвоено почётное наименование «имени Игоря Сикорского».
29 августа 2023 года на Бахмутском направлении во время выполнения боевого задания погибли шесть пилотов из личного состава бригады.

## Командование
- полковник Пожидаев, Сергей Николаевич[укр.]
- полковник Панасюк, Виталий Валентинович[укр.]